# USS Bon Homme Richard (CV-31)
USS Bon Homme Richard (CV/CVA-31) là một trong số 24 tàu sân bay thuộc lớp Essex của Hải quân Hoa Kỳ được hoàn tất trong hoặc ngay sau Thế Chiến II. Đây là chiếc tàu chiến thứ hai của Hải quân Mỹ mang cái tên này, được đặt theo tên chiếc tàu hộ tống nhỏ (frigate) nổi tiếng của John Paul Jones trong cuộc Chiến tranh giành độc lập Hoa Kỳ. Bon Homme Richard được đưa ra hoạt động vào tháng 11 năm 1944, và đã phục vụ trong các chiến dịch cuối cùng của Mặt trận Thái Bình Dương, được tặng thưởng một Ngôi sao Chiến trận. Được cho ngừng hoạt động không lâu sau khi chiến tranh kết thúc, nó được hiện đại hóa và được đưa ra hoạt động trở lại vào đầu những năm 1950 như một tàu sân bay tấn công CVA. Trong lượt phục vụ thứ hai này, nó chỉ hoạt động tại khu vực Thái Bình Dương, đóng một vai trò nổi bật trong Chiến tranh Triều Tiên, nơi nó được tặng thưởng năm Ngôi sao Chiến trận, và trong cuộc Chiến tranh Việt Nam nơi nó thêm mười Ngôi sao Chiến trận khác.
Nó được cho ngừng hoạt động vào năm 1971; và được bán để tháo dỡ vào năm 1992.

## Thiết kế và chế tạo
Con tàu được đặt lườn vào ngày 1 tháng 2 năm 1943 tại xưởng hải quân New York, được hạ thủy ngày 29 tháng 4 năm 1944, được đỡ đầu bởi bà John S. McCain, phu nhân Phó Đô đốc John S. McCain. Bon Homme Richard được đưa vào hoạt động ngày 26 tháng 11 năm 1944 dưới quyền chỉ huy của hạm trưởng, Đại tá hải quân A. O. Rule, Jr.

### Tên gọi
John Paul Jones, người được xem là hạm trưởng tiên phong của Hải quân Hoa Kỳ, vào năm 1779 đã đặt cái tên Bon Homme Richard cho một chiếc tàu buôn của Pháp được cải biến thành chiến hạm 42 khẩu pháo và được chuyển cho Hoa Kỳ nhằm tham gia cuộc Chiến tranh giành độc lập Hoa Kỳ dưới quyền chỉ huy của Jones. Cái tên này được chọn nhằm tôn vinh Benjamin Franklin, lúc đó đang là Cao ủy Hoa Kỳ tại Paris; và niên lịch (almanac) của ông, Poor Richard's Almanac, được xuất bản tại Pháp dưới tựa đề Les Maximes du Bonhomme Richard. Vì chiếc tàu sân bay USS Franklin (CV-13) cũng được đặt tên nhằm tôn vinh Benjamin Franklin, ông trở thành người duy nhất được vinh dự đặt tên cho hai chiếc tàu chiến hoạt động đồng thời trong suốt lịch sử của Hải quân Hoa Kỳ.

## Lịch sử hoạt động
Bon Homme Richard đi đến Mặt trận Thái Bình Dương vào tháng 3 năm 1945, và đến tháng 6 gia nhập lực lượng tàu sân bay nhanh để tham gia các đợt không kích cuối cùng xuống chính quốc Nhật Bản. Sau khi có lệnh ngừng bắn vào giữa tháng 8 do Nhật Bản chấp thuận đầu hàng, Bon Homme Richard tiếp tục hoạt động tuần tra ngoài khơi bờ biển nước này cho đến tháng 9, khi nó quay trở về Hoa Kỳ. Việc bố trí chiếc tàu sân bay trong Chiến dịch Magic Carpet với nhiệm vụ chuyên chở cựu chiến binh hồi hương được tiếp nối cho đến năm 1946. Sau đó nó hầu như không hoạt động cho đến khi được chính thức ngừng hoạt động tại Seattle, Washington vào tháng 1 năm 1947.
Chiến tranh Triều Tiên bùng nổ vào cuối tháng 6 năm 1950 đã dãn đến việc buộc phải đưa Bon Homme Richard quay trở lại phục vụ. Nó được cho tái hoạt động vào tháng 1 năm 1951 và được bố trí đến khu vực Tây Thái Bình Dương vào tháng 5 năm đó, tung các máy bay của nó ra tấn công các mục tiêu đối phương tại Triều Tiên cho đến khi đợt bố trí kết thúc vào cuối năm. Một đợt bố trí hoạt động thứ hai được tiếp nối từ tháng 5 đến tháng 10 năm 1952, được đánh dấu bằng sự phối hợp tấn công quy mô lớn để không kích đập Sui-ho và Bình Nhưỡng, vào giai đoạn mà Bon Homme Richard được xếp lại lớp thành một tàu sân bay tấn công mang ký hiệu CVA-31. Chiếc tàu sân bay được cho tạm ngưng hoạt động vào tháng 5 năm 1953 để được nâng cấp rộng rãi theo các chương trình SCB-27C và SCB-125 nhằm có thể vận hành những máy bay phản lực có tính năng cao.
Bon Homme Richard ra khỏi ụ tàu với một sàn đáp chéo góc và kiên cố, mũi tàu kín để chống bão, máy phóng hơi nước, một đảo cấu trúc thượng tầng hoàn toàn mới, mạn tàu rộng hơn cùng nhiều cải tiến khác. Đưa trở lại hoạt động vào tháng 9 năm 1955, chiếc tàu sân bay bắt đầu một quá trình phục vụ lâu dài cùng Đệ Thất hạm đội. Ngoài nhiều đợt bố trí hoạt động tại khu vực Tây Thái Bình Dương từ năm 1957 đến năm 1964, nó còn thực hiện một chuyến đi đến Ấn Độ Dương vào năm 1964. Đô đốc George Stephen Morrison từng chỉ huy con tàu cùng hạm đội tại chỗ vào lúc xảy ra Sự kiện Vịnh Bắc Bộ.
Sự leo thang của Chiến tranh Việt Nam vào đầu năm 1965 đã đưa Bon Homme Richard tham gia vào cuộc đối đầu quân sự thứ ba trong quá trình hoạt động của nó, khi nó được bố trí năm lượt hoạt động trong vòng sáu năm. Máy bay của nó đã nhiều lần giáp chiến cùng những chiếc MiG của Bắc Việt Nam và đã bắn rơi nhiều chiếc, đồng thời cũng tấn công các mục tiêu vận tải và cơ sở hạ tầng đối phương. Trong giai đoạn này nó còn có nhiều dịp viếng thăm các cảng châu Á giữa các đợt hoạt động tác chiến. Bon Homme Richard được lệnh chuẩn bị ngừng hoạt động sau khi kết thúc đợt bố trí năm 1970. Nó được cho ngừng hoạt động vào tháng 7 năm 1971 và đưa về hạm đội dự bị tại Bremerton, Washington. Sau 20 năm bị bỏ xó, cuối cùng nó được bán để tháo dỡ vào năm 1992 tại xưởng tàu của hãng Southwest Marine tại San Pedro, California.

## Phần thưởng
Bon Homme Richard được tặng thưởng một Ngôi sao Chiến đấu do phục vụ trong Thế Chiến II, thêm năm ngôi sao khác trong khi hoạt động trong Chiến tranh Triều Tiên, và thêm mười ngôi sao nữa khi phục vụ trong Chiến tranh Việt Nam.
|             | Bronze star               | Bronze star |
|             | Bronze star               |             |
|             | Bronze star               | Silver star |
| Bronze star | Silver star · Silver star |             |
|             |                           |             |

| Đơn vị Tuyên Dương Tổng thống                                       | Đơn vị Tuyên Dương Hải quân với 1 Ngôi sao Chiến trận                   | Đơn vị Tuyên dương Anh dũng với 1 Ngôi sao Chiến trận             |
| Huân chương Chiến dịch Hoa Kỳ                                       | Huân chương Chiến dịch Châu Á-Thái Bình Dương với 1 Ngôi sao Chiến trận | Huân chương Chiến thắng Thế Chiến II                              |
| Huân chương Phục vụ Chiếm đóng Hải quân                             | Huân chương Phục vụ Phòng vệ Quốc gia với 1 Ngôi sao Chiến trận         | Huân chương Phục vụ Triều Tiên với 5 Ngôi sao Chiến trận          |
| Huân chương Viễn chinh Lực lượng Vũ trang với 1 Ngôi sao Chiến trận | Huân chương Phục vụ Việt Nam với 10 Ngôi sao Chiến trận                 | Huân chương Anh Dũng Bội Tinh (Việt Nam Cộng Hòa)                 |
| Huân chương Liên Hợp Quốc Phục vụ Triều Tiên                        | Huân chương Chiến dịch Bội Tinh (Việt Nam Cộng Hòa)                     | Huân chương Phục vụ Chiến tranh Triều Tiên (Hàn Quốc) (truy tặng) |